# Pietro Benvenuti

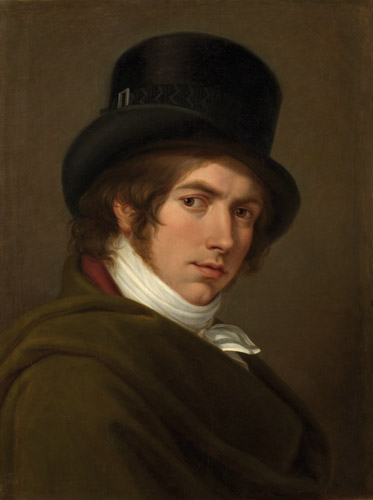
Selbstporträt mit Zylinder (1802)

Pietro Benvenuti (* 8. Januar 1769 in Arezzo; † 3. Februar 1844 in Florenz) war ein italienischer Porträt- und Historienmaler des Klassizismus.

## Leben und Werk
Benvenuti war Schüler zweier der heutigen Forschung noch unbekannten Maler in Rom (Cavallini und Lapis), bevor er sich 1810 zu Jacques-Louis David nach Paris begab und sich dessen Schule anschloss. Von Elisa Bonaparte, der Regentin des Großherzogtums Toskana, wurde Benvenuti 1803 zum Professor an der Accademia di San Luca in Florenz ernannt, nachdem er sich durch zwei Gemälde für den Dom von Arezzo bedeutenden Ruf erworben hatte. Vom toskanischen Hof erhielt er im Laufe seines Lebens noch weitere Auszeichnungen.
Pietro Benvenuti malte zahlreiche Porträts für Auftraggeber aus ganz Europa, aber auch religiöse Historiendarstellungen und dekorative Fresken. In seiner Kunst war er fanatischer Anhänger des akademischen Konventionalismus und Vorkämpfer des italienischen Davidismus. Überhaupt prägte der Einfluss des Jacques-Louis Davids den Maler sein Leben lang. Der Zeitgenosse und reisende Schriftsteller Stendhal sah die Gemälde Benvenutis und verurteilte diese als „kalt und leidenschaftslos“. Selbst bei heutigen Kunstliebhabern erfreut sich jedoch der akademisch-klassizistische Stil Benvenutis nach wie vor großer Beliebtheit. Zahlreiche Werke Benvenutis sind erhalten, sie befinden sich zum überwiegenden Teil in den öffentlichen Galerien der toskanischen Städte, viele Gemälde befinden sich in Privatbesitz.
Der Bildhauer Antonio Canova war mit Benvenuti eng befreundet. 1929 wurde Pietro Benvenuti zum Ehrenmitglied (Honorary NA) der National Academy of Design in New York gewählt.

## Galerie

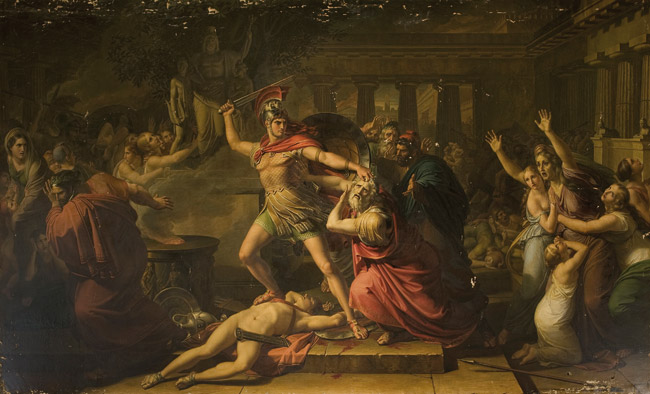
Die Ermordung des Priamos (1811)
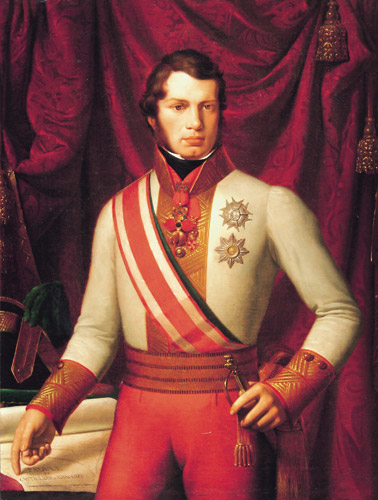
Porträt Leopold II., Großherzog der Toskana (1828)
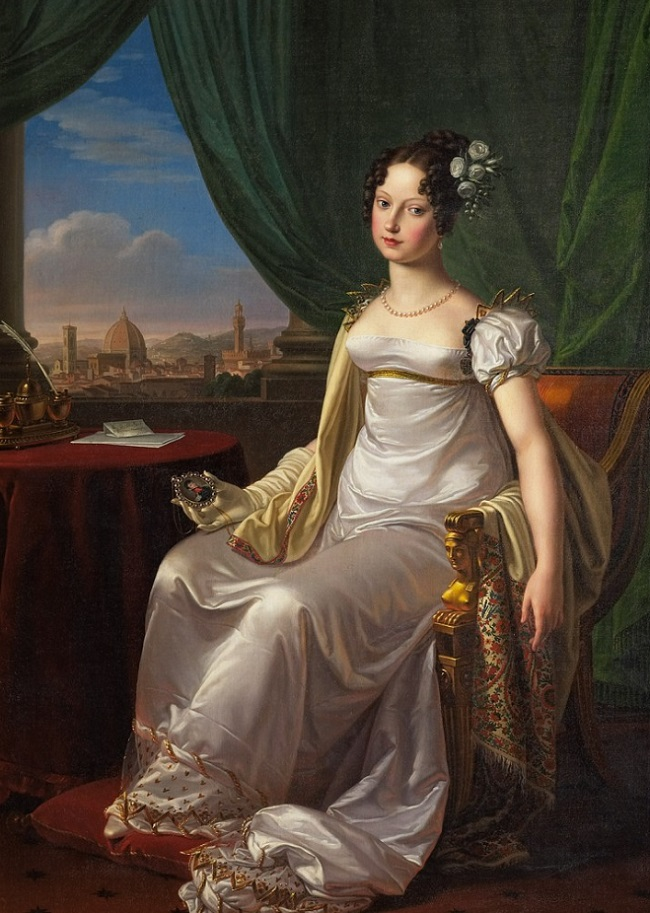
Porträt Maria Theresia von Österreich-Toskana (1817)
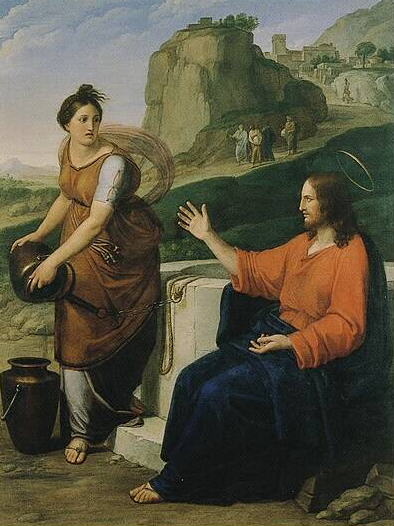
Jesus Christus und die Samariterin (um 1807)

## Werke (Auswahl)
- Selbstporträt mit Zylinder, 1802. Öl auf Leinwand, 59 × 45 cm. Palazzo Martelli, Florenz.
- Judith präsentiert den Kopf des Holofernes, 1803. Kathedrale von Arezzo, Cappella della Madonna del Conforto.
- Die Ermordung des Priamos, 1811. Öl auf Leinwand, 350 × 610 cm. Palazzo Corsini, Florenz.
- Porträt Maria Theresia von Österreich-Toskana, 1817. Öl auf Leinwand, 167 × 123,5 cm. Palazzo Reale, Racconigi.
- Porträt Leopold II., Großherzog der Toskana, 1828. Öl auf Leinwand, 129 × 98 cm. Collezione Linari, Florenz.
- Die Schule des Platon Judith, 1804. Öl auf Leinwand, 71 × 54,5 cm. Uguccione Ranieri di Sorbello Foundation, Perugia.
- Christus und die Samariterin, um 1807. Öl auf Leinwand, 241 × 181 cm. Chiesa di San Giovanni Evangelista, Montale.
- Die Anbetung der Hirten, 1818. Öl auf Leinwand, 183 × 240 cm. Palazzo Pitti, Florenz